# 葛坪塔
葛坪塔，位于中国广东省韶关市南雄市澜河镇葛坪村塔下自然村，现为广东省文物保护单位，类型为古建筑，公布时间为2022年7月23日。
葛坪塔的历史年代为宋代。